# Jimena Delgado
Jimena Mercedes Delgado-Taramona Hernández (Madrid, 9 de abril de 1972) es una economista y política española del Partido Popular de Canarias. Es diputada por la provincia de Las Palmas desde la XV Legislatura en la Cámara Baja, así como portavoz del Grupo Municipal Popular en el Ayuntamiento de Las Palmas de Gran Canaria desde el 17 de junio de 2023, cuando fue elegida concejala tras haber sido candidata a la alcaldía de la capital grancanaria para las elecciones municipales del 28 de mayo de 2023.
Ha ostentado diversos cargos dentro de la Administración Pública española. Es subdirectora del Mecanismo de Recuperación y Resiliencia del Gobierno de Canarias. Anteriormente, ejerció de presidenta de la Zona Especial Canaria (ZEC) entre abril y octubre de 2018.

## Biografía
Delgado estudió Ciencias Económicas y Empresariales en la Universidad Pontificia de Comillas (ICADE). Además, tiene un máster en Altos Estudios Económicos Europeos por el Colegio de Europa en Brujas, Bélgica.
Ocupa la Subdirección del Mecanismo de Recuperación y Resiliencia del Gobierno de Canarias, donde gestiona los fondos Next Generation provenientes de la Unión Europea para autónomos, empresas y particulares con el fin de dar soporte económico a miembros de la UE después de la crisis del COVID-19.
Ha sido presidenta de la Zona Especial Canaria, institución acogida al Régimen Económico y Fiscal (REF) de Canarias para aquellas empresas que quieran establecerse en las Islas y disfrutar de una serie de ventajas fiscales entre abril y octubre de 2018.
Desde 2011 y hasta 2014, fue directora-gerente de la Sociedad de Promoción Económica del Cabildo de Gran Canaria y, entre 2007 y 2010, directora general de Promoción Económica en la Consejería de Economía y Hacienda. 
En 2003 y hasta 2007 fue miembro del Cuerpo Superior de Administradores, escala de Técnicos Estadísticos Superiores de la Administración de la Comunidad Autónoma de Canarias, en el Instituto Canario de Estadística. De 1998 y hasta 2003 fue técnico Superior en la Viceconsejería de Economía y Asuntos Económicos con la UE del Gobierno de Canarias. Actualmente es subdirectora del Mecanismo de Recuperación y Resiliencia (MRR), adscrita a la Consejería de Economía, Industria y Autónomos del Gobierno de Canarias, en concreto a la Dirección General de Planificación y Presupuesto. 
Delgado-Taramona trabajó previamente en el sector privado, donde fue asesora financiera en el Departamento de Global Trade Finance del Banco Santander en Madrid, función que desempeñó también en el departamento de Créditos y Extranjero de la filial en Fráncfort (Alemania). Asimismo, formó parte del equipo de trabajo del Departamento Comercial en la Cámara Oficial de Comercio de España en Bélgica y Luxemburgo en Bruselas.

### Actividad política
Su actividad política está ligada al Partido Popular de Canarias. Para las elecciones municipales de 2015, concurrió en las listas del PP para el Ayuntamiento de Las Palmas de Gran Canaria de número tres. Abandonó su acta de concejal en el año 2018, cuando fue elegida presidenta de la Zona Especial Canaria (ZEC). 

#### Candidata a laalcaldíadeLas Palmas de Gran Canaria
A finales del año 2022, el Partido Popular de Canarias, liderado por Manuel Domínguez, exalcalde de Los Realejos y actual vicepresidente y Consejero de Economía, Industria y Autónomos del Gobierno de Canarias, anunció que Jimena Delgado sería la candidata de los populares para optar al bastón de mando de la capital grancanaria. El PP obtuvo en estas elecciones un total de 9 concejales de 27, siendo el partido que más creció, sumando casi 8.000 votos más que en 2019 y siendo aventajados solamente por el PSOE por tan sólo 9.000 votos. 

#### Diputada en lasCortes Generales
Tras el anuncio de la convocatoria anticipada de elecciones generales para el 23 de julio, el PP de Canarias optó por Jimena Delgado para encabezar la lista popular en la provincia de Las Palmas. Con un resultado de 3 escaños por Las Palmas, empatando con el PSOE, que aventajó al PP en tan sólo 40.000 votos, Delgado obtuvo escaño junto a Guillermo Mariscal y Carlos Alberto Sánchez Ojeda.  
Ostenta los siguientes cargosen el Congreso de los Diputados: 
- Adscrita de la Comisión de Transportes y Movilidad Sostenible desde el 11/01/2024
- Adscrita de la Comisión de Industria y Turismo desde el 11/01/2024
- Secretaria Segunda de la Comisión de Economía, Comercio y Transformación Digital desde el 04/12/2023
- Vocal de la Comisión Mixta para la Unión Europea desde el 12/12/2023
- Vocal de la Comisión Mixta para la Coordinación y Seguimiento de la Estrategia Española para alcanzar los Objetivos de Desarrollo Sostenible (ODS) desde el 12/12/2023
- Vocal de la Comisión Mixta sobre Insularidad desde el 21/12/2023